# Національний парк «Пуерто Принцесса»
Національний парк підземної річки Пуерто-Принцесса (також Національний парк підземної річки Святого Паула) — національний парк, розташований на Філіппінах, у регіоні Мімаропа, на острові Палаван. Займає площу 22 202 га.
Це охоронна територія в рамках Національної інтегрованої системи заповідних територій, яка створена 12 листопада 1999 року. 4 грудня 1999 року парк був включений до Списку всесвітньої спадщини ЮНЕСКО, відповідаючи VII і X критеріям. 11 листопада 2011 року парк був обраний одним із нових семи чудес природи. Ця інформація була офіційно підтверджена 28 січня 2012 року.

## Розташування
Парк розташований у затоці Святого Паула, на березі Південно-Китайського моря, за 40 км на північний схід від міста Пуерто-Принсеса, поблизу міста Сабанг.

## Рельєф
Рельєф дуже різноманітний. Є плоскі рівнини, а також пагорби та гірські вершини. Понад 90 % території парку вкрито гострими вапняковими карстовими хребтами.
Через карстову морфологію, яка характеризується численними крутими схилами, западинами тощо, сільське господарство на цій території не розвинене. Завдяки цьому площа цього гірського масиву зберегла свій первинну форму. Це одна з найкращих збережених природних екосистем на Філіппінах.

## Історія
З давніх часів місцеве плем'я Батак знало про існування великої підземної річки в цих важкодоступних горах. Жителі цього народу вірили, що в печері живе злий дух, тому боялися туди заходити.
Вперше печера була згадана в письмових джерелах у 1887 році Діном С.Ворцестером, вченим Мічиганського університету.
На початку 21 століття велися інтенсивні дослідження цього карстового регіону. У них брали участь експедиції з Філіппін, Австралії, Італії та Німеччини. Дослідники нанесли на карту понад 24 кілометри печерних коридорів і зібрали багатий дослідницький матеріал місцевої фауни.
У 2007—2008 роках італійська група спелеологів відкрила в печері одну з найбільших печерних камер у світі. На їх честь її назвали Італійською палатою. Це приміщення має довжину до 360 м, ширину до 140 м і висоту 80 м. Його орієнтовна потужність становить приблизно 2,5 млн м³.

## Список всесвітньої спадщини ЮНЕСКО
4 грудня 1999 року парк був включений до списку Всесвітньої спадщини ЮНЕСКО. Він був кваліфікований за такими критеріями та описом:
- Критерій VII — національний парк включає вапняковий або карстовий ландшафти. Це підземна річка, яка впадає прямо в море. У нижній частині річка солона і приливна. Їхній вплив на річку робить її значним природним явищем. У річковій печері можна побачити печерні утворення та кілька великих камер шириною до 120 м і висотою до 60 м. Її доступність і судноплавство простягається до 4,5 км углиб суші, що дозволяє людям бачити скельні утворення під час круїзу річкою. Важко розраховувати на подібний досвід в інших частинах світу.
- Критерій X — парк містить глобально важливі середовища існування для збереження біорізноманіття. Він охоплює весь діапазон екосистем від морських до гірських. З біогеографічної точки зору це найбільш критична лісова зона в провінції Палаван. Існує 8 незайманих лісових утворень: ліси на ультраосновних ґрунтах, ліси на вапнякових ґрунтах, гірські ліси, прісноводні болотні ліси, вічнозелені рівнинні екваторіальні ліси, берегові ліси, пляжні ліси та мангрові ліси. Вони містять виняткове біорізноманіття. Разом із вологим лісом Палаван Всесвітній фонд природи визнав його найбільшим і найціннішим вапняковим лісом в Азії, який має найбагатшу флору деревної рослинності з високим рівнем ендемізму, як регіонального, так і місцевого.

## Абіотичне середовище

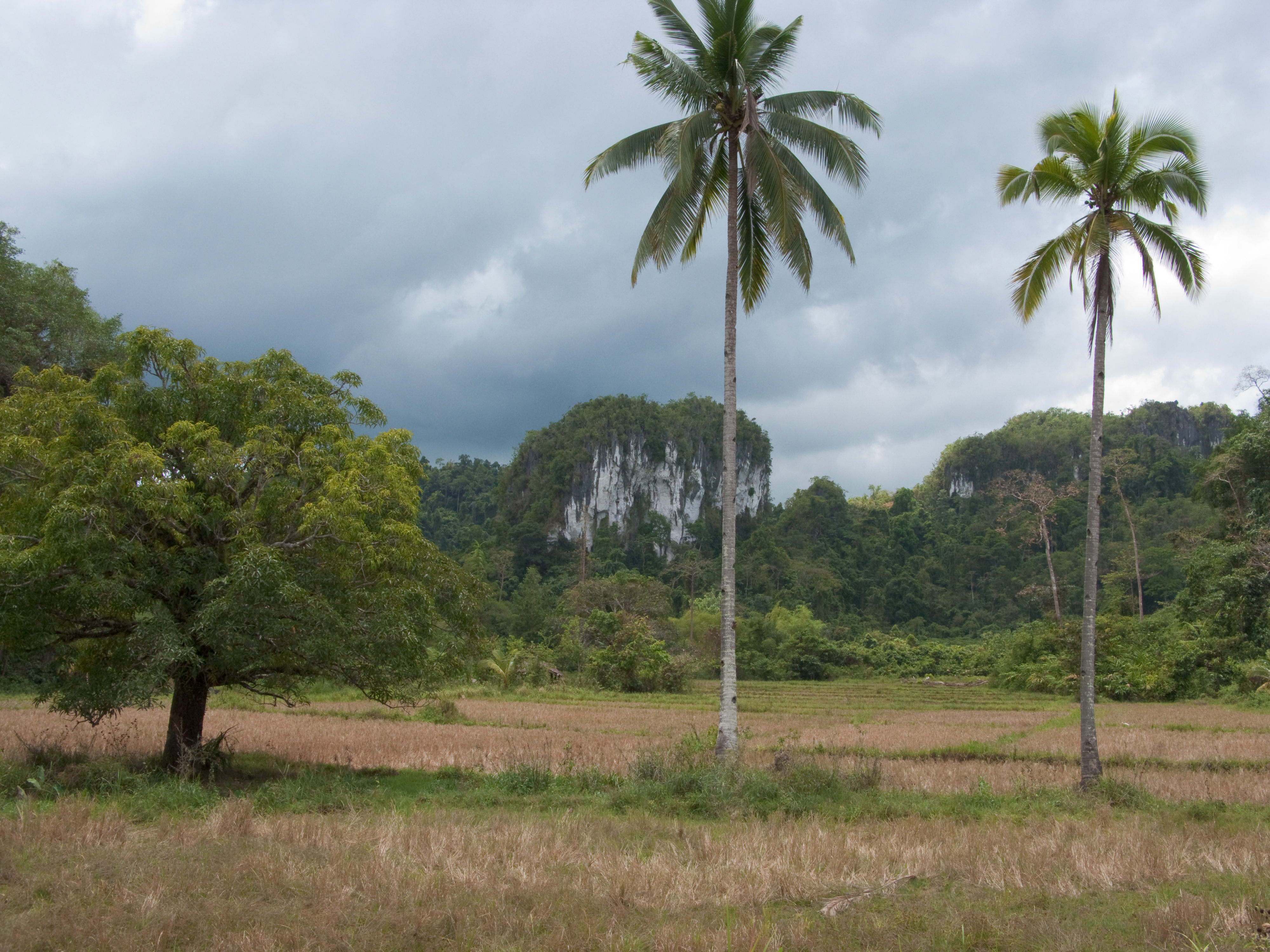
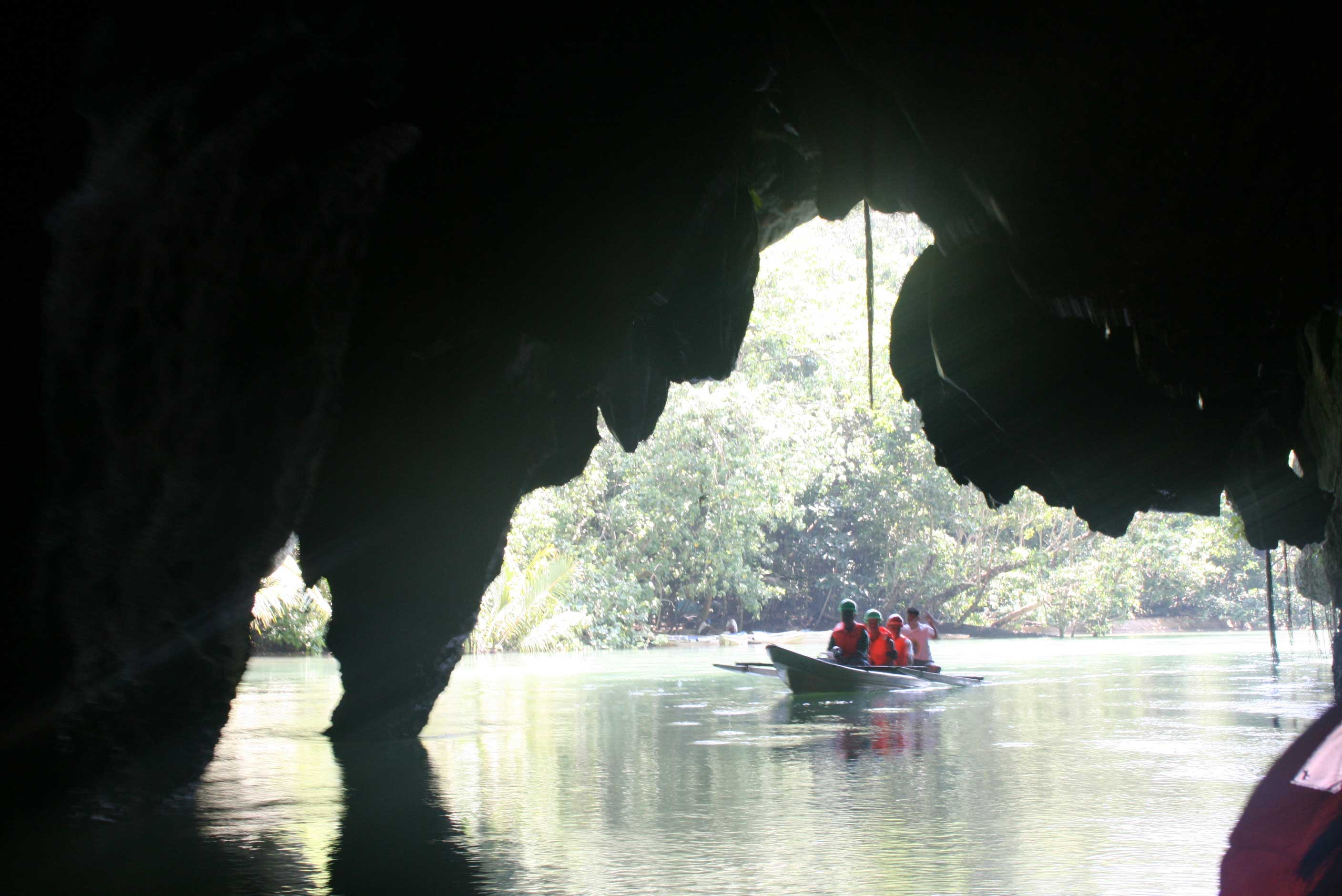
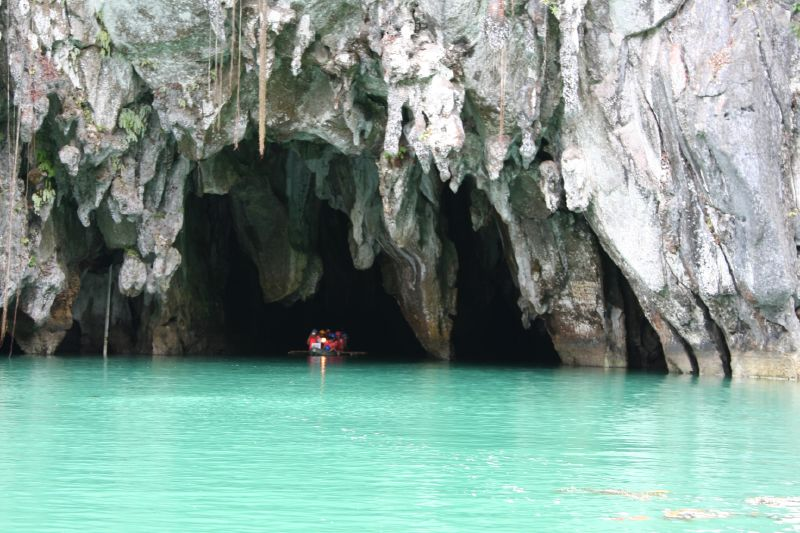
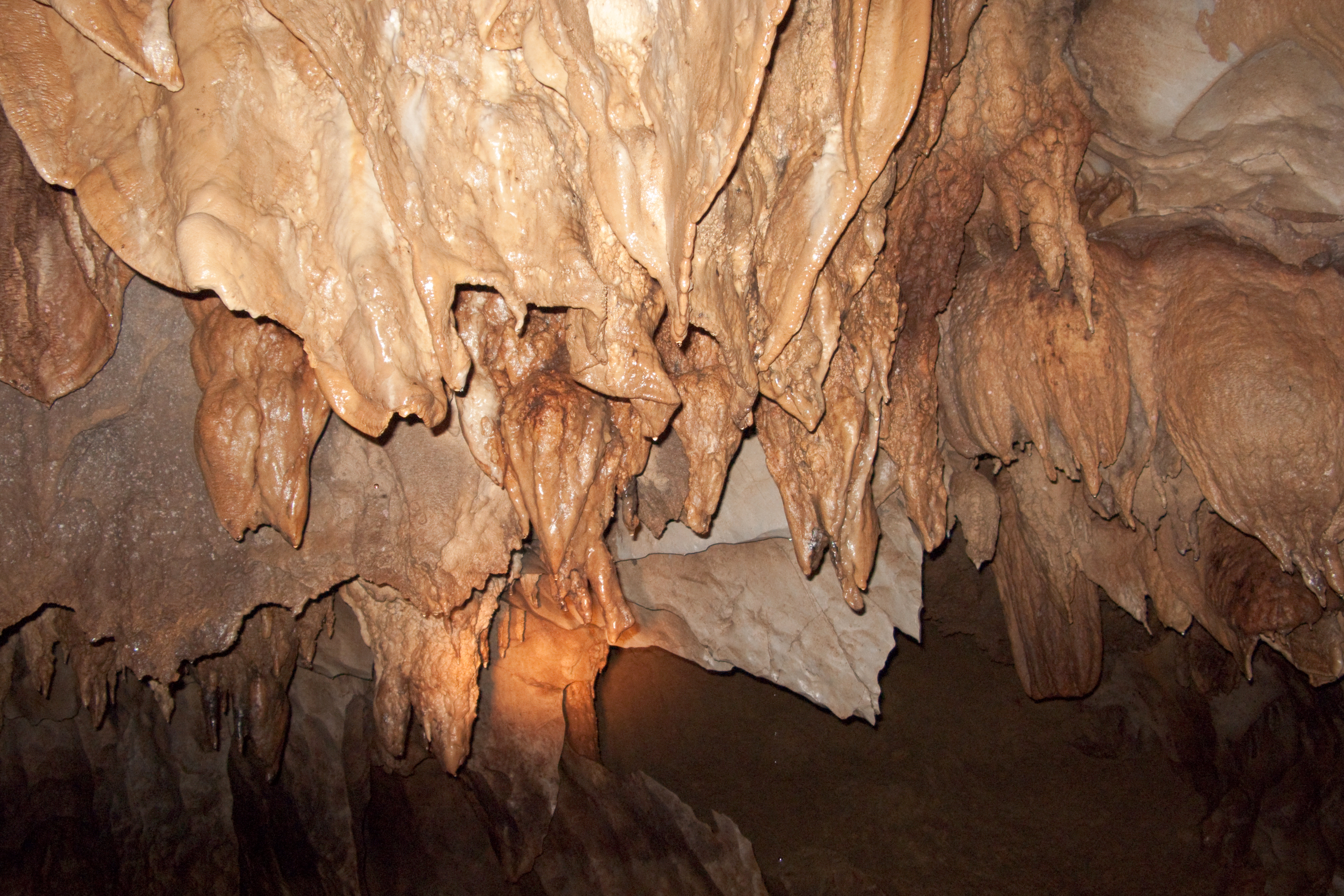
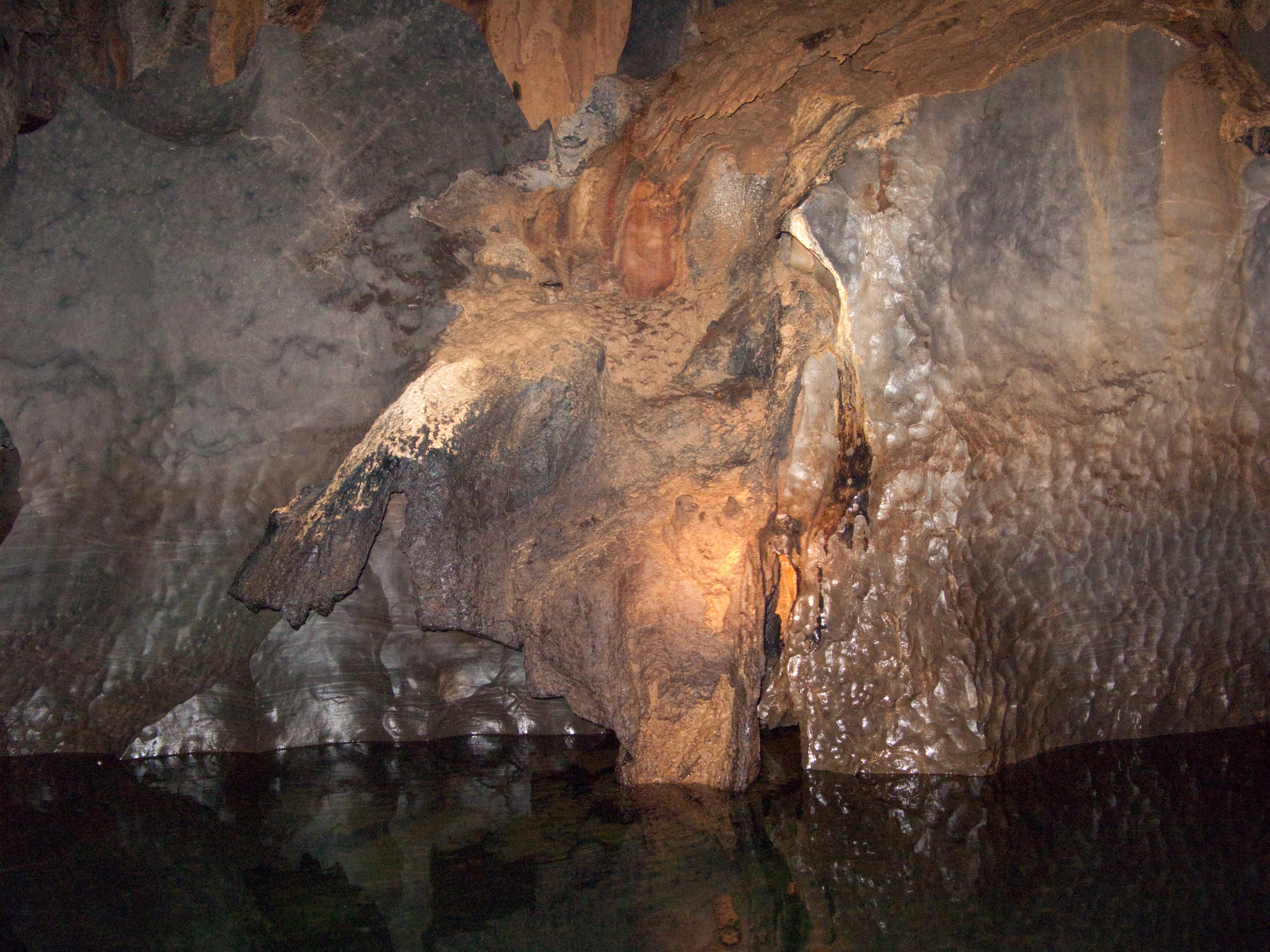

Через парк проходить гірський хребет Святого Паула. Він утворився з темно-сірого вапняку, а саме під час пізнього олігоцену та раннього міоцену, приблизно 16—20 мільйонів років тому. Найвищою вершиною парку є гора Святого Паула, яка піднімається на 1027 м над рівнем моря.
Товстий шар вапняку розчинений проливними дощами, характерними для вологого клімату острова Палаван. Інтенсивні карстові процеси створили ландшафт з великою кількістю гострих вапнякових вершин, куполів, воронок, ущелин і печер.
Початок печери називається Ямою денного світла. Вона має висоту до 60 м і ширину біля входу 100 м. До 200 м від входу вона стає вужчою.
Невеликий струмок під назвою Кабаюган, що протікає через вапнякові гори Святого Паула, раптово зникає під поверхнею землі. У цьому місці річка знаходиться лише на 30 м над рівнем моря, а відстань від моря по прямій дорівнює 6 км. Кабаюган тече на 8,2 км нижче поверхні землі, перш ніж впасти безпосередньо в Південно-Китайське море в затоці Святого Паула. Течія води досить повільна. Підземна річка протікає всього в декількох сотнях метрів на захід від вершини гори Святого Паула. Річка має глибину до 8 м і доступна для човнів на відстані 4,2 км від гирла. Це найдовша судноплавна підземна річка у світі. Печера містить сталактити, сталагміти та інші напливні камені.
У нижній течії підземної річки її вода стає солоною внаслідок морських припливів. Висота припливу в цьому регіоні становить приблизно 1 м. Вони впливають на річку на відстані 6 км, рахуючи від її гирла до моря. В результаті припливів утворився естуарій, який є найбільшим підземним гирлом річки в світі.
Крім основного потоку річки Кабаюаган, є ще кілька рукавів, які утворилися в більш ранній період. Під час сильних дощів можуть утворюватися менші струмки, які є притоками Кабаюгану.
Крім того, в парку є й інші печери — деякі мають довжину понад 1 км. Печера Нагбітука має довжину 650 м, а всередині знайдено водоспад заввишки 40 м.

## Флора
Територія парку вкрита лісом з великою різноманітністю рослин.
Серед представників флори парку можна виділити такі види: Agathis philippinensis із родини Араукарієві, Alstonia scholaris із родини Барвінкові, Calophyllum inophyllum із родини Gummyceae, Dipterocarpus gracilis із родини Діптерокарпові та види з родини бобових: Intsia bijuga та Millettia pinnata. Усі вищезазначені види занесені до Червоного списку Міжнародного союзу охорони природи.

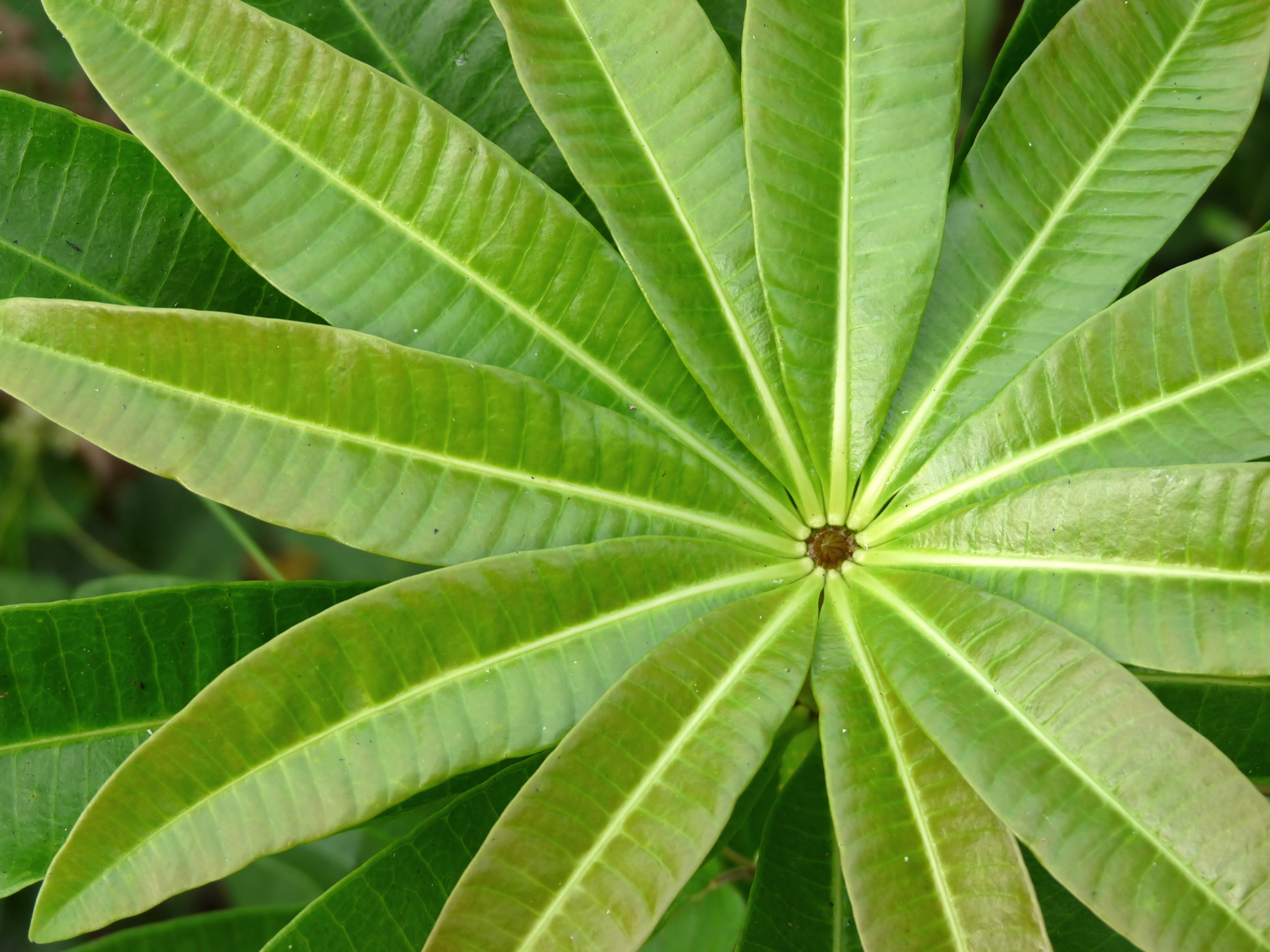
Листок виду Alstonia scholaris
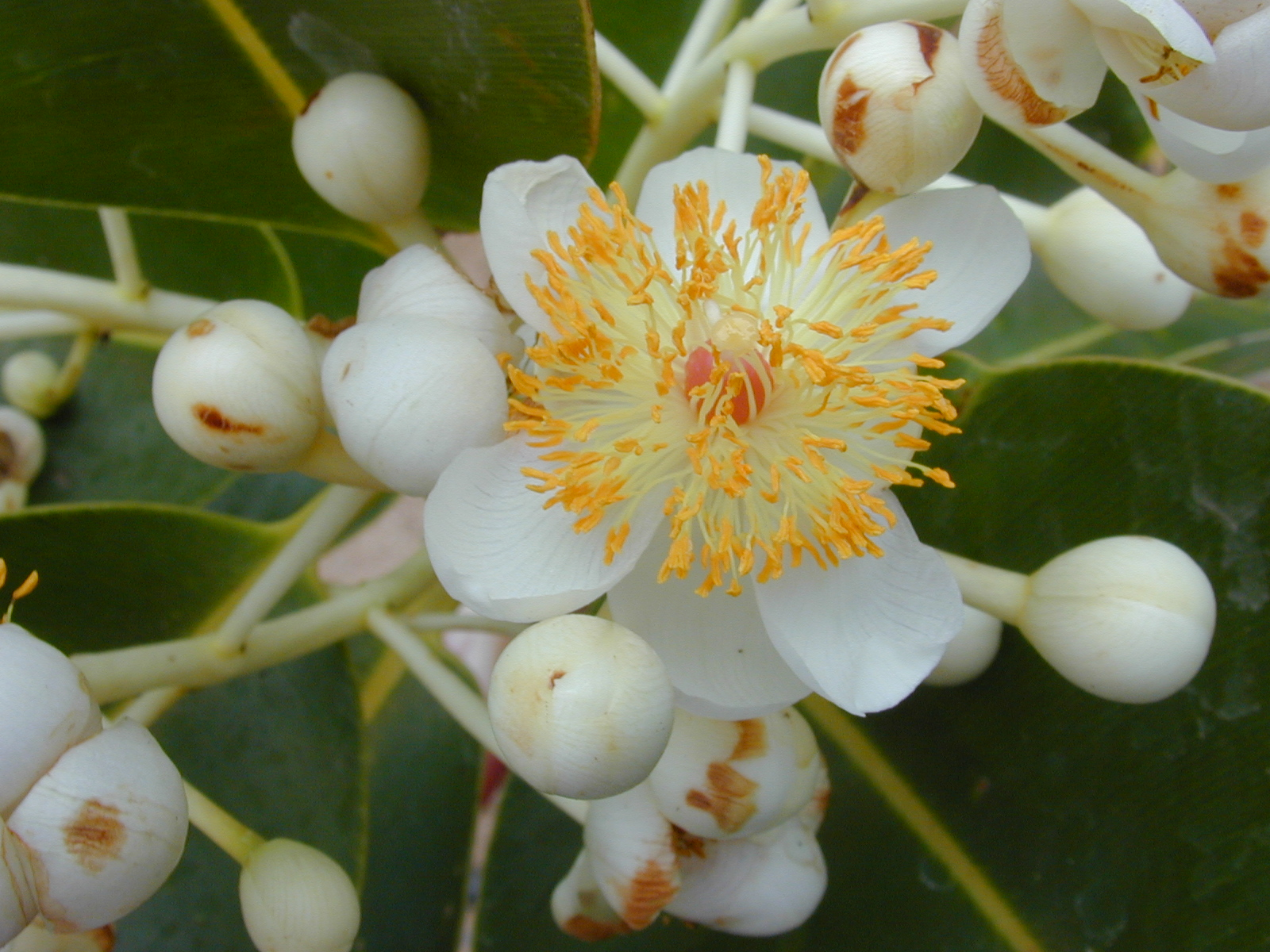
Calophyllum inophyllum
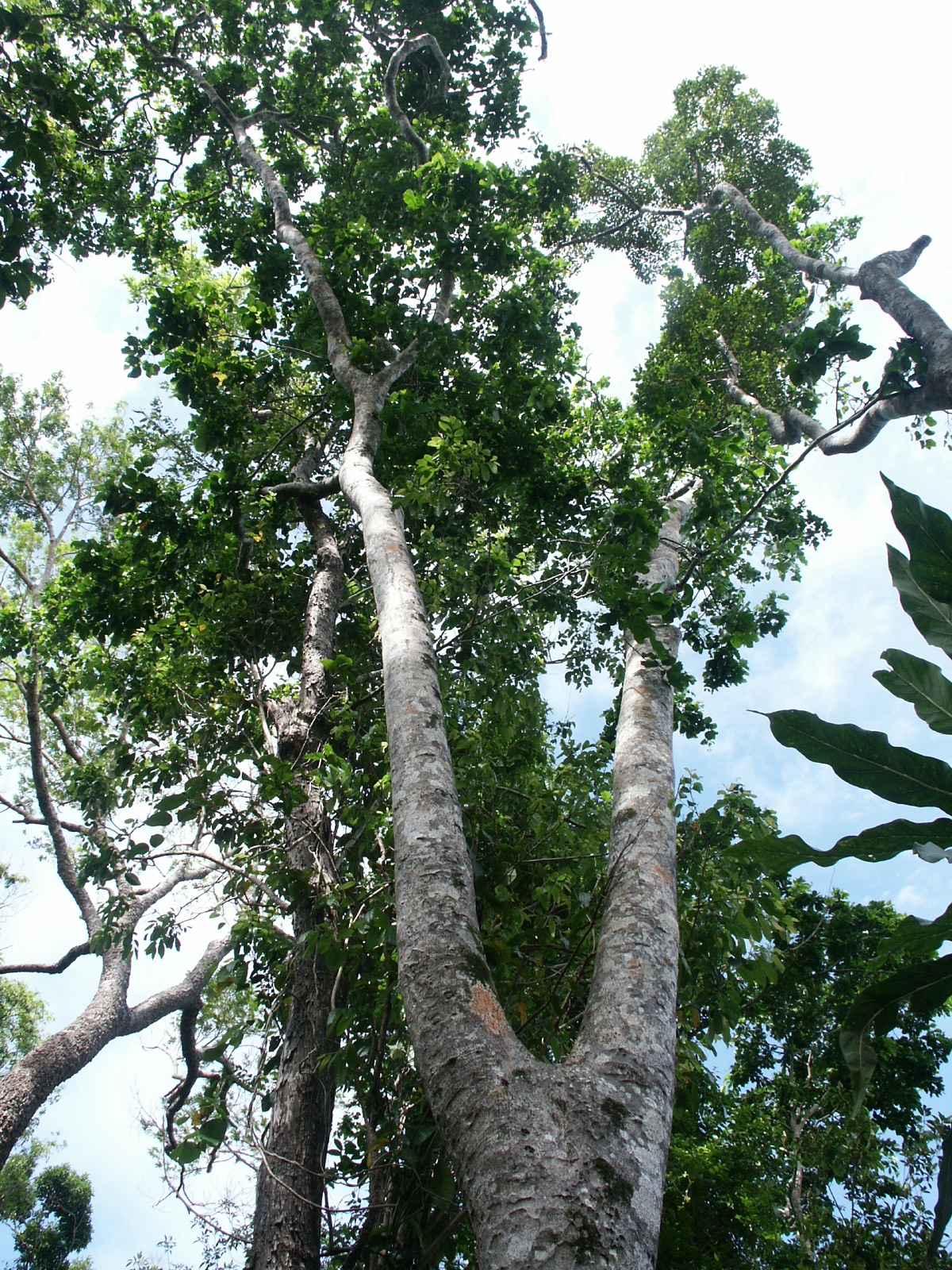
Intsia bijuga
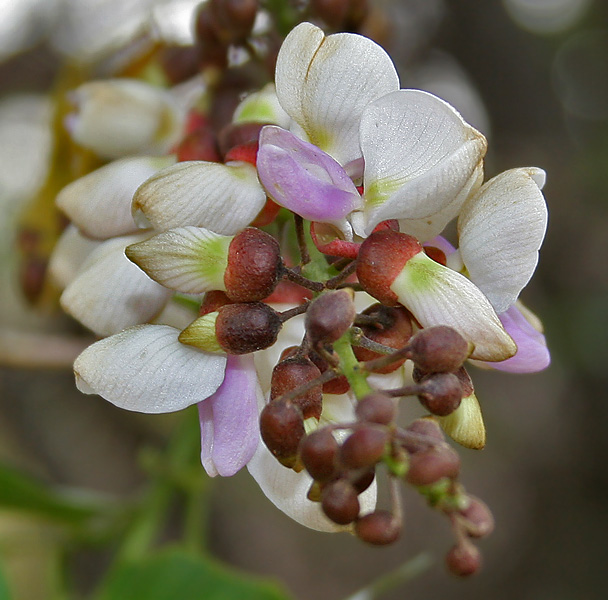
Millettia pinnata

## Фауна
Парк характеризується багатим різноманіттям тварин. Печери населені великою кількістю тварин, таких як, мінлива салангана (Collocalia esculenta), ліліпуційна салангана (Collocalia troglodytes) і одноколірна салангана (Aerodramus vanikorensis) з родини Стрижі та кажани.
Крім того, в парку зустрічаються такі види птахів, як: палаванський носоріг, какаду філіппінський, мускат сірий, очеретянка поклонна, орлан білоголовий, чирок чорноспинний, папуга червонокнижна, папуга синьошапочна.
Тут також є види ссавців, серед яких: бінтуронг із родини віверових, Hystrix pumila із родини дикобразових, Mydaus marchei із родини скунсових, Tupaia palawanensis, бородата свиня, яванська макака та морський ссавець дюгонь.
Групу рептилій тут представляють: черепаха зелена, крокодил філіппінський, варан смугастий і вид безхвостих земноводних з родини ропух — Barbourula busuangensis.

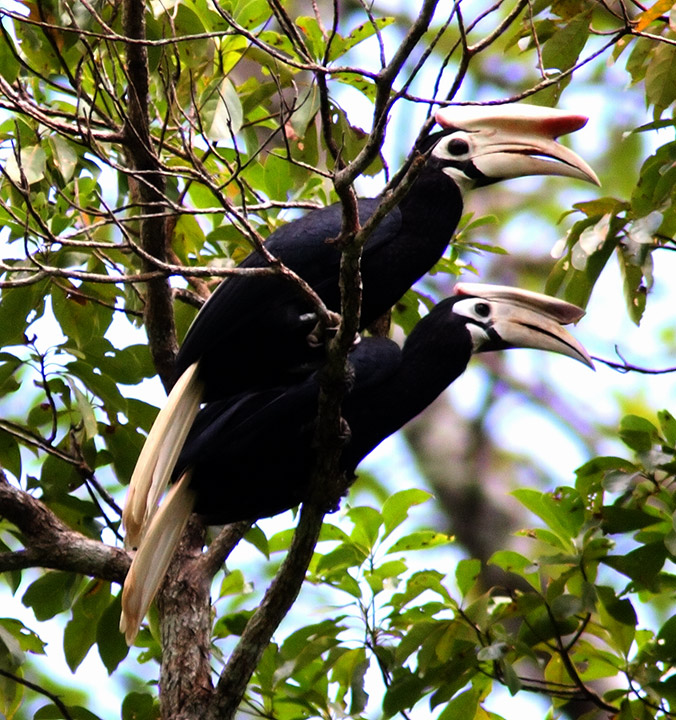
Палаванський носоріг
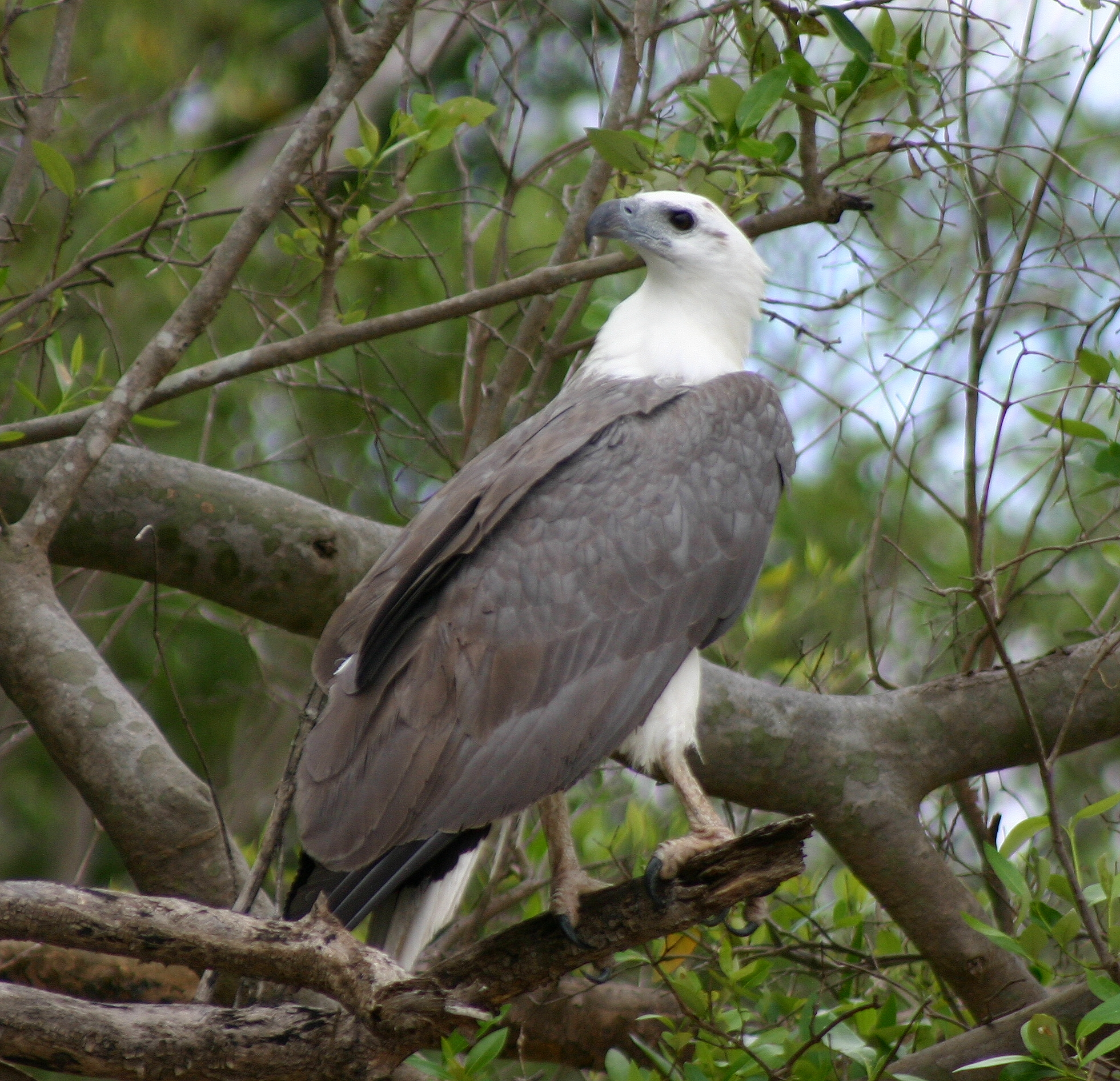
Орлан білочеревий
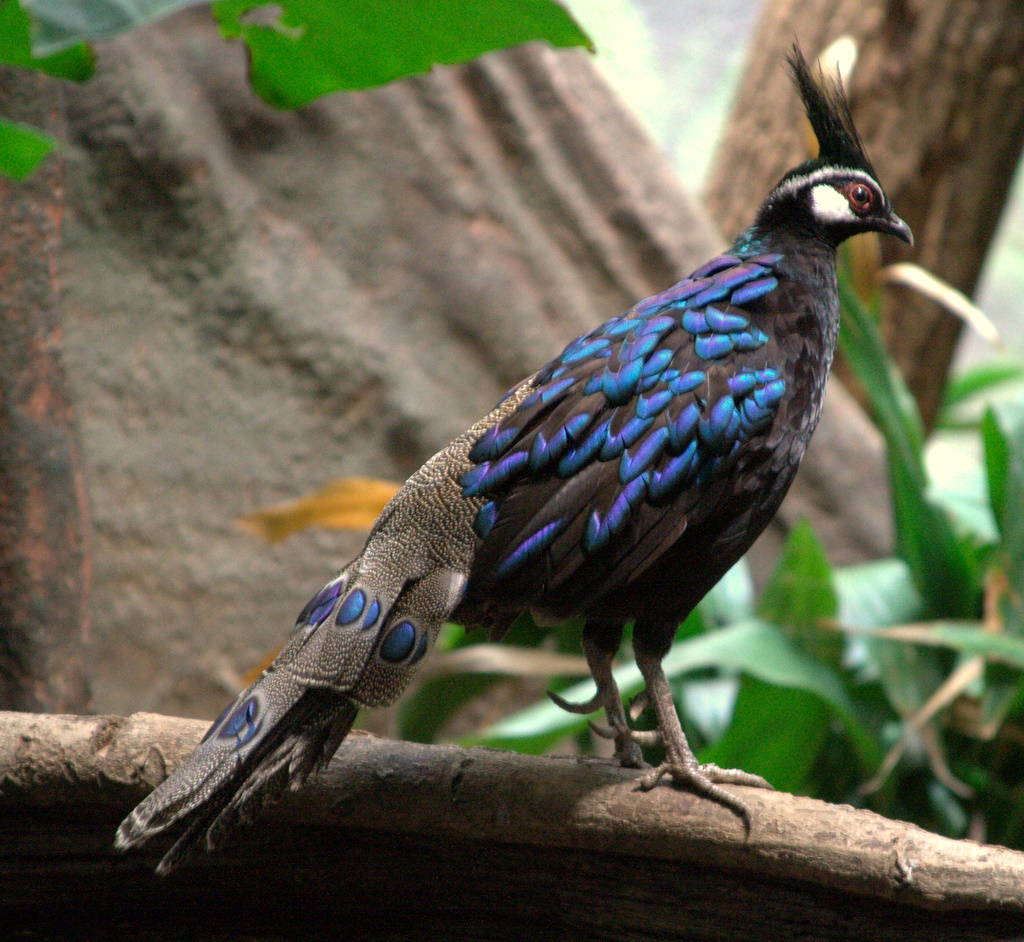
Блискучий багатокіготь
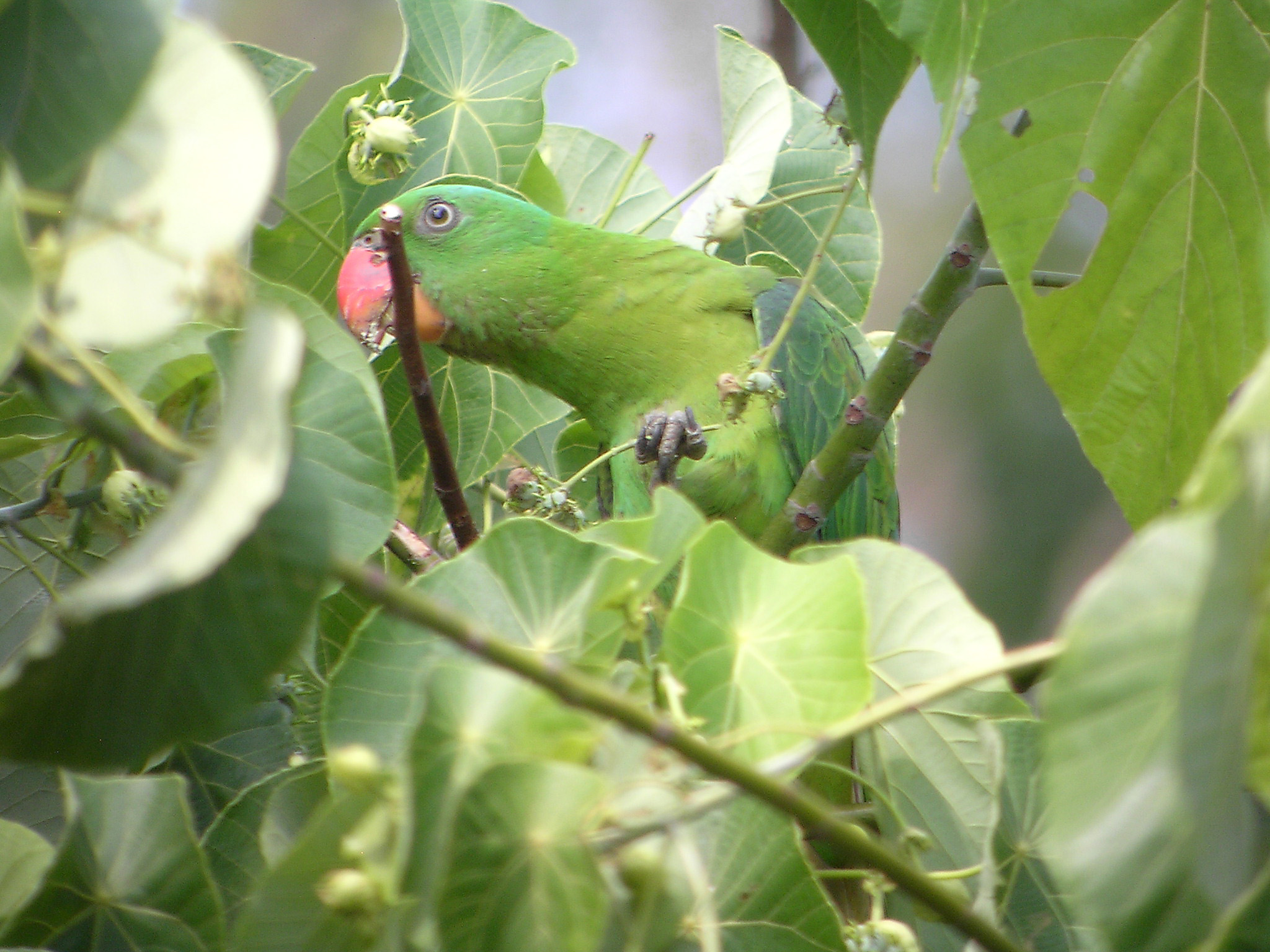
Синьошапочний папуга
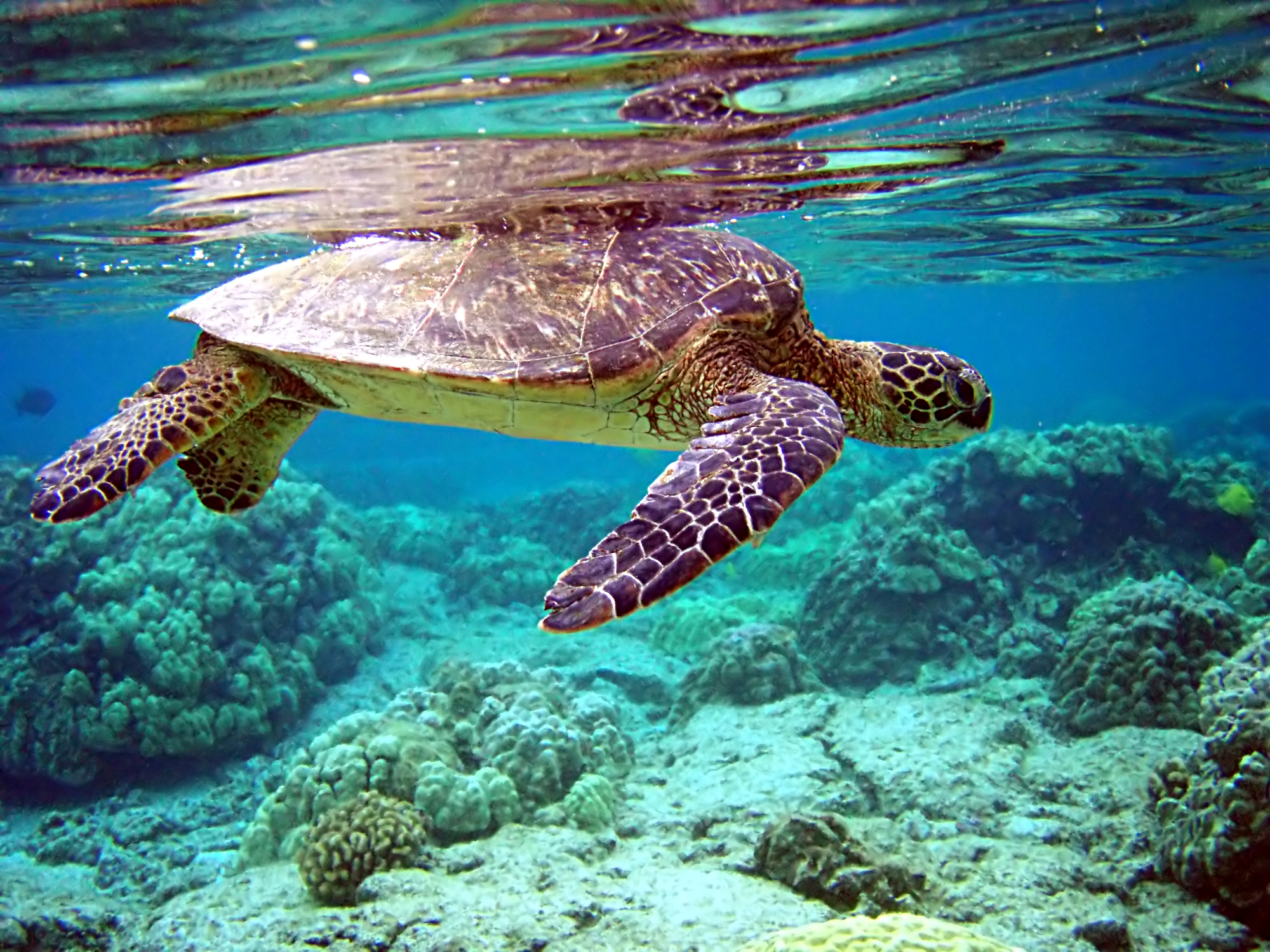
Зелена черепаха
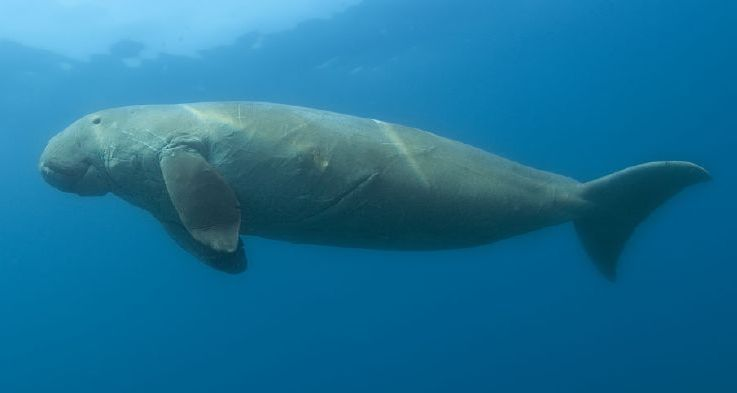
Дюгонь
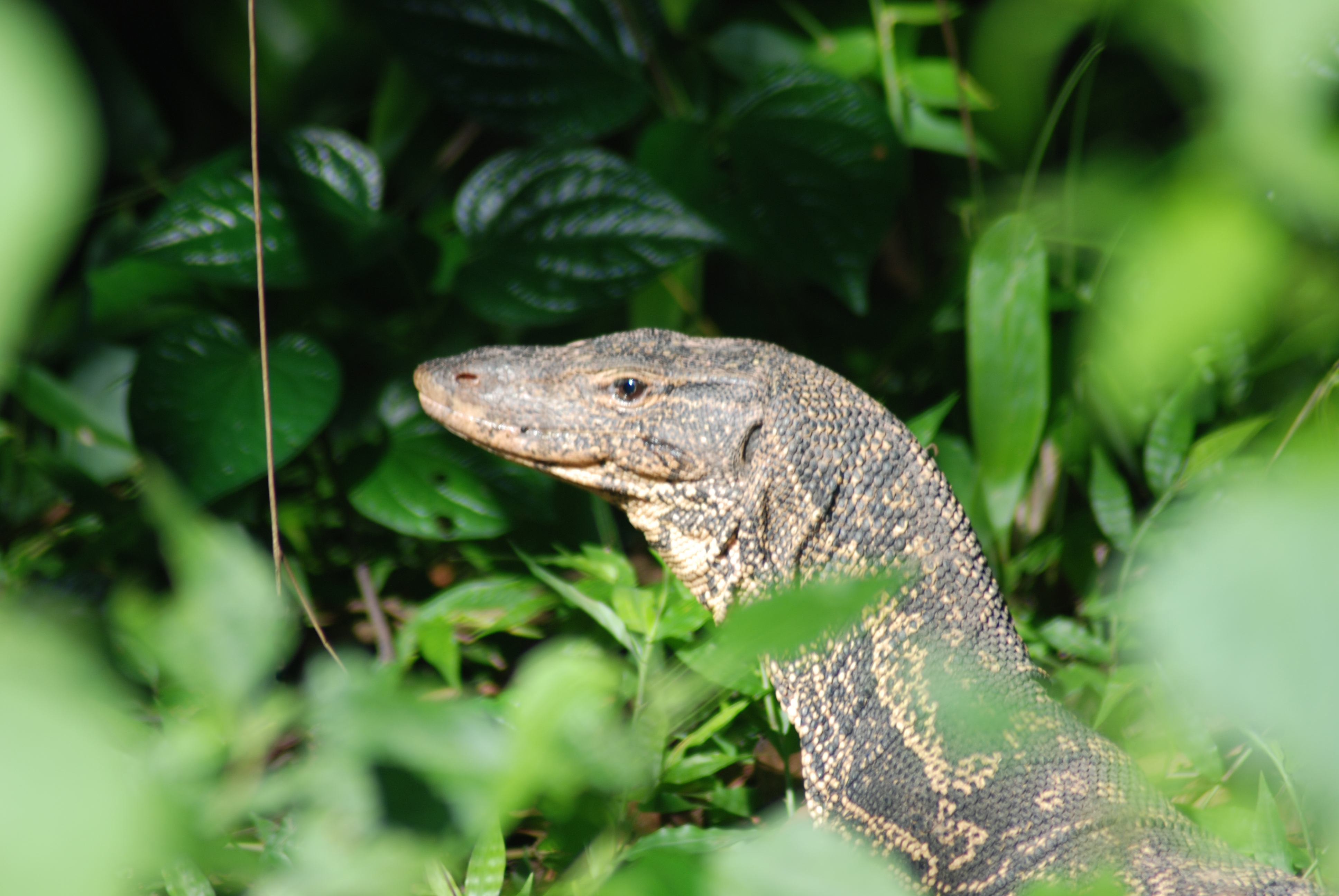
Смугаста ящірка

## Загроза
За даними ЮНЕСКО, загрозою для парку є несприятлива діяльність в околицях водозбірної території, вирубка лісів і сільськогосподарська діяльність. Туристична діяльність вимагає ретельного планування та управління, щоб не допустити природної цінності.

## Туризм
Підземну річку в індустрії туризму популяризують уряд провінції Палаван і уряд Філіппін.
Туристичний рух інтенсивний в основному з січня по травень. Тоді спокійніше море і сонячна погода. Туристичні човни можуть зайти в печеру максимум на 1,2 км.
Туризм класифікували як потенційну загрозу, що негативно впливає на природні цінності заповідної території. Персонал парку навчається плануванню та управлінню парком, щоб забезпечити ефективне управління туристичною діяльністю. Ця програма, між іншим, має на меті покращити якість відвідування природи відвідувачем з одночасним захистом природних цінностей. Неконтрольований доступ туристів до національного парку становить загрозу для збереження природи. Щоб протидіяти цьому, введено обмеження — 600 відвідувань на день. Для моніторингу впливу туризму на природу один раз на рік проводяться обстеження популяції диких тварин.